# Anagyrus henanensis
Anagyrus henanensis is een vliesvleugelig insect uit de familie Encyrtidae. De wetenschappelijke naam is voor het eerst geldig gepubliceerd in 1994 door Shi, Si & Wang.